# Agrate Brianza
Agrate Brianza är en ort och kommun i provinsen Monza e Brianza i regionen Lombardiet i Italien. Kommunen hade 15 598 invånare (2018).